# Marta Mazurek
Pour les articles homonymes, voir Mazurek.
Marta Mazurek, née le 26 juin 1990 à Poznań (Pologne), est une actrice polonaise.

## Biographie
Marta Mazurek fait ses débuts dans la pièce Ich czworo (Quatre d'entre eux) de Gabriela Zapolska en 2012, mise en scène pour Radio Cracovie par Jerzy Stuhr.
En 2013, alors qu'elle est encore étudiante en théâtre à l'École nationale de théâtre de Cracovie, elle remporte le Grand Prix « de la personnalité scénique exceptionnelle » au Festival des écoles de théâtre de Łódź pour son rôle dans Mężczyzna, który pomylił swoją żonę z kapeluszem (L'Homme qui prenait sa femme pour un chapeau, d'après Oliver Sacks), mis en scène par Krzysztof Globisz. Au cours du même festival, elle reçoit également un prix de l'Association des artistes polonais. Pendant ses études, elle joue dans le spectacle musical Niech no tylko zakwitną jabłonie (Laissez juste fleurir les pommiers) basé sur un scénario d'Agnieszka Osiecka. Elle est diplômée de l'école de théâtre en 2014.
Elle apparait dans des séries télévisées et des films, tels que Sila wyzsza (pl), Ranczo, Obywatel et Warsaw by night. En 2015, elle joue dans le film The Lure réalisé par Agnieszka Smoczyńska.

## Filmographie partielle

### Au cinéma
- 2014 :  Thumbs Up : Paula (court métrage)
- 2014 : Obywatel
- 2015 : Warsaw by Night d'Agnieszka Żulewska : Renata
- 2015 : Ameryka : Anka (court métrage)
- 2015 : Circus Maximus : Marianna (court métrage)
- 2015 : Legendy Polskie Smok : la jeune fille aux cheveux roses (court métrage)
- 2015 : The Lure d'Agnieszka Smoczyńska : Srebrna
- 2016 : Les Innocentes : une sœur
- 2016 : Moi, Olga : Alena
- 2017 : Casting : Zofia (court métrage)
- 2020 : Zieja (pl) : Kasia, l'insurgée

### À la télévision
- 2011 : Ranczo : Julia Wargaczówna (série télévisée, 1 épisode)
- 2012 : Sila wyzsza (pl) : Ala Malicka (série télévisée, 13 épisodes)
- 2014 : Na krawedzi (pl) : Krysia Murek (série télévisée, 4 épisodes)
- 2014-2021 : Ojciec Mateusz : Iza Dormut / Ola (série télévisée, 2 épisodes)
- 2015 : Prokurator (pl) : Daughter of Proch (série télévisée, 1 épisode)
- 2017-2018 : Diagnoza (en) : Ewa Przybylska (série télévisée, 11 épisodes)
- 2017-2021 : Wojenne dziewczyny (pl)  de : Irka Szczesna (série télévisée, 43 épisodes)
- 2022 : Bunt : Kaska Biela (série télévisée, 68 épisodes)

## Récompenses et distinctions
- Festival du film de Nashville 2016 : Prix spécial du jury : Meilleure actrice (Graveyard Shift Competition) pour The Lure
- La Cabina - Festival international du moyen métrage de Valence (es) 2016 : prix de la meilleure actrice pour Ameryka  — partagé avec Aleksandra Adamska

- (en) Marta Mazurek: Awards, sur l'Internet Movie Database